# Zdole (gmina Kozje)
Zdole – wieś w Słowenii, w gminie Kozje. W 2018 roku liczyła 131 mieszkańców.